# Честер (округ, Південна Кароліна)
Шаблон:StateAbbr_ 34°41′ пн. ш. 81°10′ зх. д. / 34.69° пн. ш. 81.16° зх. д.
Округ Честер (англ. Chester County) — округ (графство) у штаті Південна Кароліна, США. Ідентифікатор округу 45023.

## Історія
Округ утворений 1785 року.

## Демографія
За даними перепису 
2000 року 
загальне населення округу становило 34068 осіб, зокрема міського населення було 11242, а сільського — 22826.
Серед мешканців округу чоловіків було 16369, а жінок — 17699. В окрузі було 12880 домогосподарств, 9343 родин, які мешкали в 14374 будинках.
Середній розмір родини становив 3,11.
Віковий розподіл населення поданий у таблиці:
| Стать    | До 15 років | 15-21 | 22-29 | 30-39 | 40-49 | 50-65 | 65-85 | Понад 85 |
| -------- | ----------- | ----- | ----- | ----- | ----- | ----- | ----- | -------- |
| Чоловіки | 3959        | 1653  | 1600  | 2339  | 2462  | 2664  | 1590  | 102      |
| Жінки    | 3665        | 1588  | 1750  | 2534  | 2628  | 2909  | 2281  | 344      |

## Суміжні округи
- Йорк — північ
- Ланкастер — схід
- Ферфілд — південь
- Юніон — захід

## Виноски
1. ↑  U.S. Decennial Census. United States Census Bureau. Архів оригіналу за 26 квітня 2015. Процитовано 16 березня 2015.
2. ↑  Historical Census Browser. University of Virginia Library. Архів оригіналу за 11 серпня 2012. Процитовано 16 березня 2015.
3. ↑  Forstall, Richard L., ред. (27 березня 1995). Population of Counties by Decennial Census: 1900 to 1990. United States Census Bureau. Архів оригіналу за 2 лютого 2015. Процитовано 16 березня 2015.
4. ↑  Census 2000 PHC-T-4. Ranking Tables for Counties: 1990 and 2000 (PDF). United States Census Bureau. 2 квітня 2001. Архів оригіналу (PDF) за 18 грудня 2014. Процитовано 16 березня 2015.
5. ↑  State & County QuickFacts. United States Census Bureau. Архів оригіналу за 8 липня 2011. Процитовано 22 листопада 2013. [Архівовано 2011-06-06 у Wayback Machine.](англ.) Наведено за англійською вікіпедією.
6. ↑  American FactFinder. Бюро перепису населення США. Архів оригіналу за 26 лютого 2012. Процитовано 31 січня 2008. [Архівовано 2008-05-21 у Wayback Machine.]

| США | Це незавершена стаття з географії США. Ви можете допомогти проєкту, виправивши або дописавши її. |